# عبدالله جابر
عبدالله جابر (انگلیسی: Abdullah Jaber؛ زادهٔ ۱۷ فوریهٔ ۱۹۹۳) یک بازیکن فوتبال اهل فلسطین است.
وی همچنین در تیم ملی فوتبال فلسطین بازی کرده است.